# Martin Amos
Martin John Amos (ur. 8 grudnia 1941 w Cleveland, Ohio) – amerykański duchowny katolicki, biskup diecezji Davenport w metropolii Dubuque w latach 2006-2017.
Po ukończeniu seminarium w rodzinnym mieście przyjął święcenia kapłańskie w dniu 25 maja 1968. Przez wiele lat pracował jako nauczyciel m.in. łaciny i historii. Od 1985 był proboszczem parafii św. Dominika w  Cleveland.
3 kwietnia 2001 otrzymał nominację na biskupa pomocniczego Cleveland ze stolicą tytularną Meta. Sakry udzielił mu ówczesny ordynariusz Anthony Pilla. 12 października 2006 mianowany biskupem Davenport w Iowa. Diecezja ta była od początku jego rządów nękana skandalami molestowania seksualnego nieletnich przez duchownych. Diecezja musiała ogłosić bankructwo, a nawet wyprzedać część majątku, w tym pałac biskupi, by spłacić ofiary nadużyć.